# Tithby
 (janvier 2024).
Tithby est un village du Nottinghamshire, en Angleterre.